# Acipenser ruthenus
Lo storione sterleto o sterleto (Acipenser ruthenus) è un pesce d'acqua dolce appartenente alla famiglia degli storioni (Acipenseridae).

## Distribuzione ed habitat
Il suo areale comprende il bacino del fiume Danubio ed i suoi affluenti ed in generale i tributari del Mar Nero, Mar Caspio, del Mar Bianco e del Mar di Kara.
È stato immesso in diversi paesi, spesso con acclimatazione, e si sta allevando anche nel nostro paese. Non è escluso il possibile rinvenimento di esemplari nelle nostre acque libere.

Al contrario di molti suoi congeneri che hanno abitudini anadrome, è uno storione residente in acqua dolce e vive di preferenza nei fiumi grandi o grandissimi. Solo nel Mar Caspio settentrionale, alcune popolazioni sono migratrici.

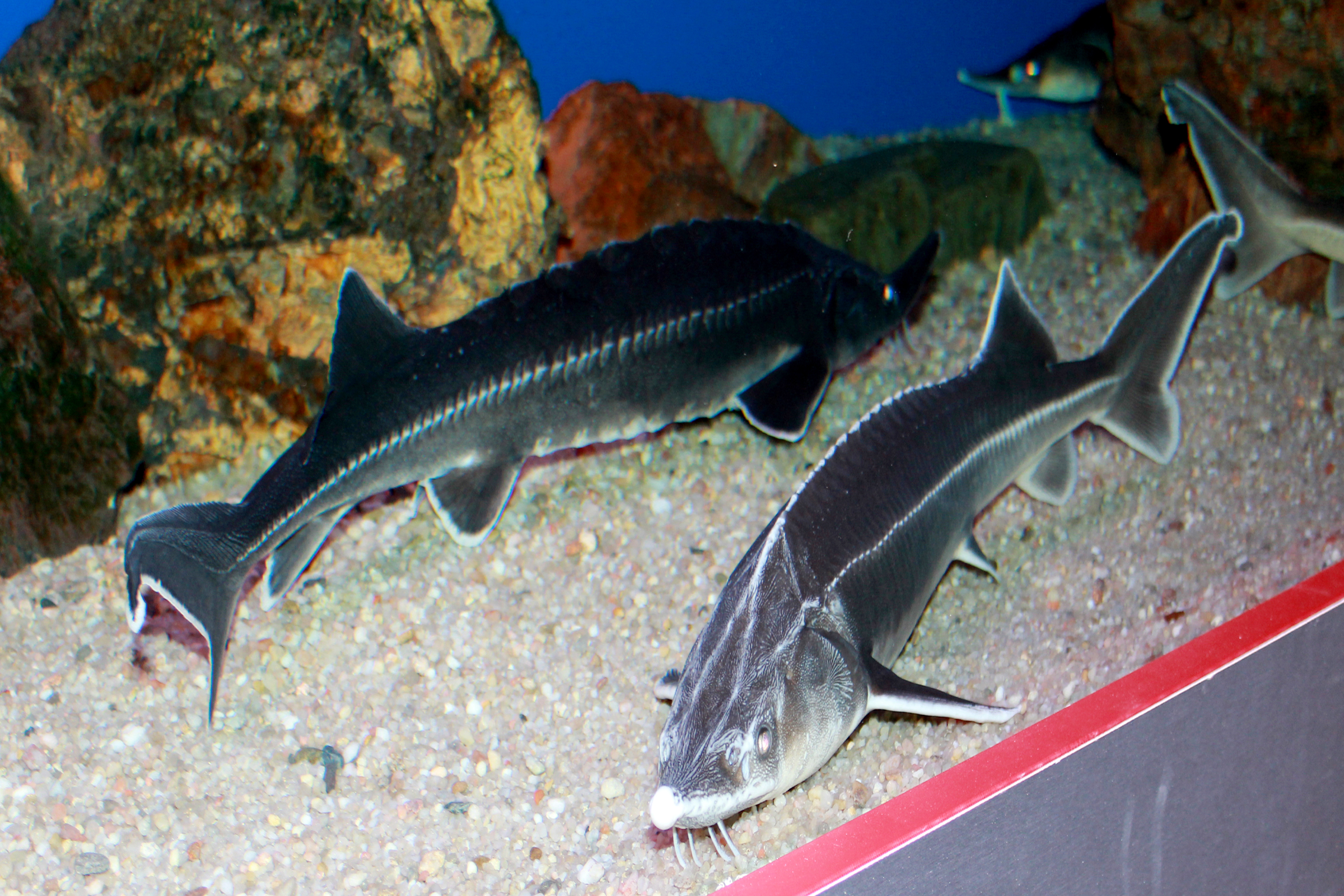
Acipenser ruthenus in un'esposizione acquatica a Praga

## Descrizione
È lo storione di minori dimensioni, infatti la media è sugli 80 cm e può raggiungere dimensioni massime di 125 cm per un peso di 15 kg.
Si differenzia dai congeneri soprattutto per il maggior numero di scudetti ossei laterali, per la cresta ossea che percorre la schiena, per il muso sottile e stretto rivolto all'insù, i barbigli lunghi e sfrangiati e le pinne più grandi, di colore scuro.

Il dorso è di solito color sabbia, il ventre chiaro ma non bianco.

## Riproduzione
Si riproduce nelle forti correnti del corso principale in cui vive, cercando zone con fondo ciottoloso e profondità modesta. I giovanili restano alcuni giorni nelle acque basse per poi portarsi negli ambienti più profondi abitati dagli adulti.

## Alimentazione
Basata quasi completamente su larve acquatiche ed, in piccola parte, su pesci.

D'inverno staziona in profonde buche dove cessa di nutrirsi.

## Conservazione
La pesca è vietata nel suo areale d'origine, gli sbarramenti dei fiumi limitano le migrazioni riproduttive. È anche danneggiato dagli inquinamenti.